# 小松島市立立江小学校
小松島市立立江小学校（こまつしましりつ たつえしょうがっこう）は、徳島県小松島市立江町にある公立小学校。

## 校訓
- 自主
- 共同

## 交通
バス
- 小松島市営バス立江線「立江小学校前」下車(0.1ｋｍ)

## 通学区域が隣接している学校
- 小松島市立櫛渕小学校
- 小松島市立芝田小学校
- 小松島市立南小松島小学校
- 小松島市立新開小学校
- 阿南市立羽ノ浦小学校
- 阿南市立岩脇小学校